# Jan Kulak
Jan Kulak (ur. 2 czerwca 1899 w Kaliszu, zm. 17 grudnia 1977 w Bolechowicach) – polski duchowny adwentystyczny, w latach 1945–1949 przewodniczący Unii Zborów Adwentystów Dnia Siódmego w Polsce.

## Życiorys
W roku 1921 został kolporterem w kościele, a rok później przystąpił do pracy w kościele. W roku 1926 ożenił się z pochodzącą z Bolechowic k. Krakowa Anną. Wspólnie z Marianem Kotem prowadził działalność na terenie wsi Markowa, w efekcie której w roku 1930 na terenie wsi powstał zbór. Na zjeździe zjednoczenia wschodniego w Pożarkach w dniach 23–26 maja 1929 Jan Kulak został kaznodzieją próbnym oraz objął stanowisko sekretarza młodzieży w tym zjednoczeniu.
W 1931 został ordynowany kaznodzieją. W latach 1931–1939 był przewodniczącym dwóch zjednoczeń: południowego i wschodniego. W roku 1936 mieszkał i pracował w Białymstoku, rok później w Jarosławiu, a potem w Grodnie i Wilnie gdzie zastał go wybuch II wojny światowej. Czas wojny spędził na terenie Generalnego Gubernatorstwa.
Po zakończeniu okupacji niemieckiej 10 kwietnia 1945 roku w Radomiu Tymczasowa Rada Kościoła wybrała go pierwszym powojennym przewodniczącym Unii Adwentystów Dnia Siódmego w Polsce. Jako przewodniczący prowadził do odnowy życia adwentystycznego, współorganizował pierwszy powojenny zjazd misyjny, a także nadzorował zakup nowych obiektów. 26 stycznia 1949 ustąpił z urzędu przewodniczącego. Ściśle współpracował z aparatem władzy PRL. Na stanowisku przewodniczącego zastąpił go Franciszek Stekla. Do przejścia na emeryturę w 1958 pozostawał starszym zboru w Krakowie.
Zmarł w swoim domu w Bolechowicach w wieku 78 lat.
Był tajnym współpracownikiem służby bezpieczeństwa, miał pseudonim „Alfa”.